# トマス・パーカー (イギリスの判事)
トマス・パーカー（Thomas Parker、1695年ころ - 1784年12月29日）は、イングランドの弁護士、判事。枢密院議員、財務府裁判所主席判事 (Lord Chief Baron of the Exchequer) などを歴任した。

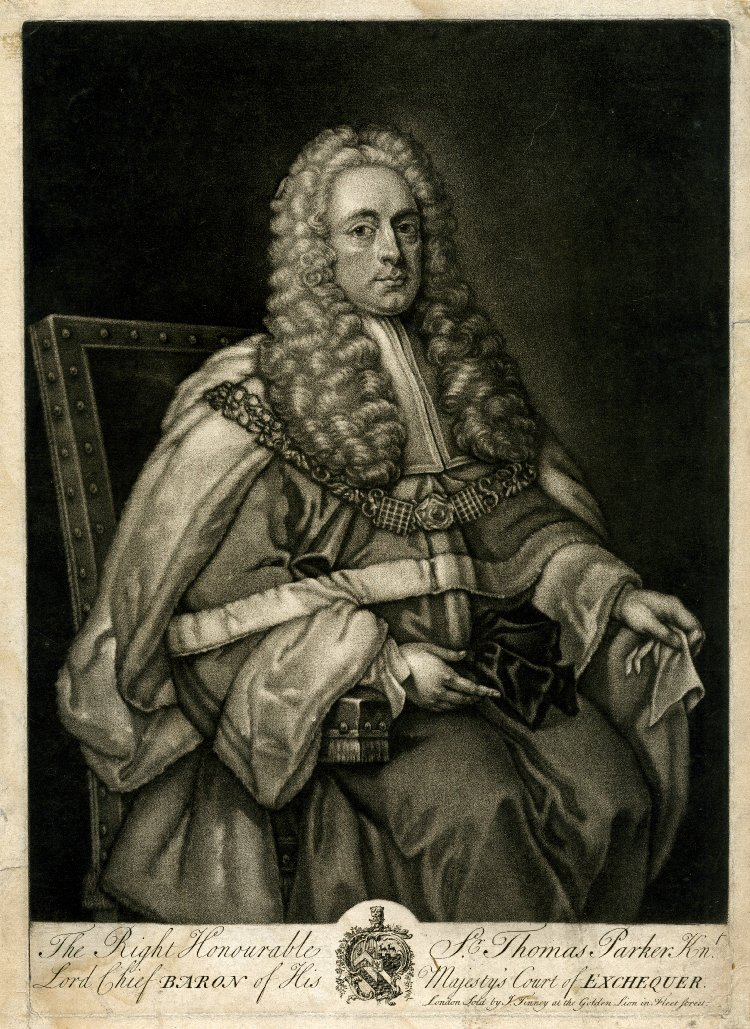
財務府裁判所主席判事サー・トマス・パーカー

## 生涯
パーカーは、スタッフォードシャー州出身の一族の出で、初代マクルズフィールド伯爵トマス・パーカーの親族のひとりとして、1695年ころに生まれた。リッチフィールドのグラマースクール（現代の King Edward VI School (Lichfield) の前身）に学び、ロンドンの事務弁護士チャールズ・ソルケルド (Charles Salkeld) の事務所に入った。そこで同僚となった、フィリップ・ヨーク (Philip Yorke)とジョン・ストレンジ (John Strange) に出会い、以降、ヨークはパーカーの意向に沿って影響力を行使するようになっていった。
パーカーは、1718年5月3日にミドル・テンプルへ入学し、1724年6月19日に法曹資格を得て、1736年5月17日には上級法廷弁護士 (serjeant-at-law) となり、同年6月4日には、国王の顧問上級法廷弁護士 (king's serjeant) となった。1738年7月7日には、財務府裁判所判事 (baron of the exchequer) に任命された。1740年4月21日には民訴裁判所 (Court of Common Pleas)に移り、1742年11月27日にナイトに叙された直後、11月29日に主席判事として財務府裁判所に戻った。当時、既に初代ハードウィック伯爵となっていたヨークは、パーカーをさらに民訴裁判所主席判事の職に据えるべく活動したが、結局パーカーは、先任者の誰よりも長く財務府裁判所主席判事の地位にとどまることになった。
1772年11月、パーカーは年額2,400ポンドの年金を得て退職し、11月20日には枢密院議員として宣誓を行なった。パーカーは1784年12月29日にエセックス州サウス・ウィールド (South Weald) で死去し、スタッフォードシャー州パーク・ホール（Park Hall：現在はウェスト・ミッドランズ州）にある一族の地下納骨所 (vault) に埋葬された。

## 著書
パーカーは1776年に、『Reports of Revenue Cases, 1743 to 1767』を出版した。

## 家族
パーカーは2回結婚した。
最初の妻アン (Anne) は、スタッフォードシャー州パイプ・リドウェア (Pipe Ridware) のジェイムズ・ホワイトホール (James Whitehall) の娘で、夫妻の間には2人の息子たちが生まれ、このうち下の息子ジョージ (George) は、後の准男爵サー・ウィリアム・パーカー (Sir William Parker) の父となった。
後妻のマーサ (Martha) は、グリニッジのエドワード・ストロング (Edward Strong) の娘で、夫妻の間には2人の娘たちが生まれた。母と同名の上の娘マーサ は、1783年6月5日にサー・ジョン・ジャーヴィス（後のセント・ヴィンセント伯爵）に嫁いだが、子のないまま1816年2月8日に死去した。